# Area marina protetta Isole Egadi
L'Area Marina Protetta Isole Egadi è un'area marina protetta costituita da 53.992 ha di mare nel territorio dell'arcipelago delle isole Egadi, in Sicilia. Con la sua superficie è la seconda area marina protetta più estesa di Europa. Dal 2001 è stata affidata in gestione al Comune di Favignana dal Ministero dell'ambiente e della tutela del territorio e del mare e dal 1º agosto 2010 è entrato in vigore il Regolamento di esecuzione ed organizzazione che stabilisce le regole per le attività nell'ambito dell'A.M.P. Il presidente dell'A.M.P. è, da Statuto, il sindaco dell'Ente Gestore, mentre il direttore incaricato, dal 4 novembre 2010, è  Stefano Donati.
Inoltre le isole di Favignana, Levanzo e Marettimo sono tutelate dalla Regione Siciliana, essendo sito di interesse comunitario.

## Descrizione
L'area è stata suddivisa in quattro zone a cui sono associati diversi divieti e attività consentite:
- Zona A (zona di riserva integrale)
- Zona B (zona di riserva generale)
- Zona C (zona di riserva parziale)
- Zona D (zona di protezione).

## La flora
La (flora) contenuta nell'area comprende oltre 400 specie fra le quali primeggia la macchia mediterranea con l'euforbia ed il rosmarino.

## La fauna
La fauna presenta una grande varietà di volatili sia stanziali che migratori. Fra le specie più presenti si ricordano l'uccello delle tempeste, la berta minore, la berta maggiore, la monachella nera e l'aquila del Bonelli. Tra i mammiferi merita una menzione l'endemica Crocidura sicula aegatensis. Diverse specie di insetti sono presenti nelle diverse isole.
Nel 2013 è stata segnalata la presenza della foca monaca.